# Conciliul de la Antiohia
O primă luptă importantă despre natura lui Hristos a avut loc în sec. III-lea e.n., când a apărut erezia lui Sabelius, care susținea că dacă Dumnezeu este ca soarele, Isus și Duhul Sfânt sunt ca razele soarelui, având aceeași natură, fiind o singură persoană cu Tatăl. Această învățătură prezentă în secolul III e.n., a făcut ca creștinii adunați la Conciliul de la Antiohia din 267 e.n. să respingă teza, prezentată de Sabellius, conform căreia Isus este ‘homo-ousios’ cu Tatăl, adică ‘de aceeași esență, substanță sau ființă’.  Această doctrină, a fost respinsă de Conciliul din Antiohia din 267 e.n. drept erezie, atunci „Biserica a declarat că Isus este homoi-ousios, „dintr-o substanță asemănătoare cu Tatăl”  (vezi cartea "Doctrinele harului" p.88, 89 scrisă de trinitarianul R.C. Sproul). 
Din păcate, despre acest conciliu, majoritatea trinitarienilor nu știu nimic. Însă mai târziu, această erezie (a unei naturi identice), considerată de Biserică și demascată de Conciliul din Antiohia din 267 e.n., a fost adoptă ca crez oficial al creștinismului în conciliul de la Niceea, în care Constantin cel Mare a obligat membrii conciliului să accepte teza unității indisolubile între Isus și Dumnezeu, adică că ei sunt: ‘homoousios’ adică ‘de aceeași esență, substanță sau ființă’.
Deci, în 325 e.n. biserica influențată de Constantin, a anulat tot ceea ce hotărâse biserica în 267 e.n.